# Georg Schulze (Pfarrer)
Georg Christian Friedrich Gottlieb Schulze (* 30. Dezember 1807 in Clausthal; † 2. September 1866 in Scharzfeld) war ein deutscher Theologe, Germanist, Autor, Herausgeber und Dichter. Der Mitarbeiter am Grimmschen Wörterbuch sammelte Erzählungen und Gedichte in der Sprache der Oberharzer Einwohner, was schon im 19. Jahrhundert zu der Erkenntnis führte, dass der alte Dialekt der Oberharzer mit der Mundart der obersächsischen aus dem Erzgebirge vergleichbar ist.

## Leben
Georg Schulze wurde als Sohn des Schullehrers Johann Gottlieb Schulze und einer Tochter des Hüttenmeisters Schottelius aus Altenau in Clausthal geboren. Er besuchte das Gymnasium in Clausthal und studierte anschließend von 1829 bis 1834 Theologie an der Georg-August-Universität Göttingen, wo er zeitgleich als Amanuensis von Jakob Grimm tätig war. Anschließend nahm Schulze in Brunshausen bei Stade die Stellung eines Hauslehrers bei dem Oberstleutnant Schlüter an. Später wurde er Hilfsgeistlicher in Achelriede bei Osnabrück.
Während seines Studiums gab Schulze 1833 in Clausthal folgende Publikation heraus: Harzgedichte. Nach einer besseren Orthographie geschrieben und mit einem Wortregister versehen von G. Schulze. Das Werk enthielt zunächst Gedichte verschiedener namentlich benannter Menschen aus dem Oberharz, was „für die bergmännische Sprache eine unerschöpfliche Fundgrube sein könnte“.
Am 1. März 1842 wurde Schulze durch den Generalsuperintendenten Johann Ernst Wilhelm Gericke als Pfarrer der Sankt-Nikolai Kirche in Altenau eingeführt. Dort war er bis 1863 tätig. In dieser Zeit wirkte er an zum Teil umfangreichen Werken mit, darunter
- das Grimmsche Wörterbuch[1]
- Bilder und Skizzen aus dem Harze 1854 von Wilhelm Trenkner, der erste Reiseführer über (Bad) Grund[3]
- die Volkssagen, Märchen und Legenden Niedersachsens, von Hermann Harrys, erschienen 1862,[4] (enthalten 19 von Schulze gesammelte Sagen)[5]
- die Harzsagen von Heinrich Pröhle, in denen er das „oberharzische Dialektstück: „Mr soll dn Teifel net porre““ veröffentlichte.[1]

Durch die Bekanntschaft mit dem Clausthaler Buchhändler, ehemaligen Stadtverordneten und Landtagsabgeordneten Adolf Schweiger (* 1803) wurde Schulze Haupt-Mitarbeiter an den bergmännischen Wochenblättern sowie am Harz-Berg-Kalender. Ebenfalls 1842 heiratete er die aus Zellerfeld stammende Auguste Kipphoff, mit der er ein Kind (Wilhelm Schulze) hatte. Nach dem Ableben seiner Ehefrau 1866 heiratete er Auguste Jürries aus Altenau, die Ehe blieb wiederum kinderlos.
In der späteren, zweiten Auflage seiner Harzgedichte hatte Schulze diese durch eigene „Dialektgedichte in der oberharzischen Mundart“ ergänzt. Eines dieser „frommen“ Gedichte behandelte den „Polsterteich“ (am/bei Polsterberg).
Als König Georg Altenau besuchte, suchte dieser die persönliche Bekanntschaft von Georg Schulze. Dies führte schließlich dazu, dass Schulze noch 1863 eine neue Kirchengemeinde erhielt, „die gute Pfarrstelle zu Scharzfeld“. Die Bewohner dieses Ortes sprachen bereits die Niederdeutsche Sprache – doch Schulze bevorzugte den Oberharzer Dialekt. Die Einwohner der sieben Oberharzer Bergstädte grüßte er noch zu Neujahr 1864:

„Bleit mer gut, ihr druhm in Harz!“

Als Georg Schulze fast gleichzeitig mit dem Königreich Hannover sein Ende fand, wurde er von Scharzfeld nach Altenau überführt und neben seiner ersten Ehefrau beigesetzt.

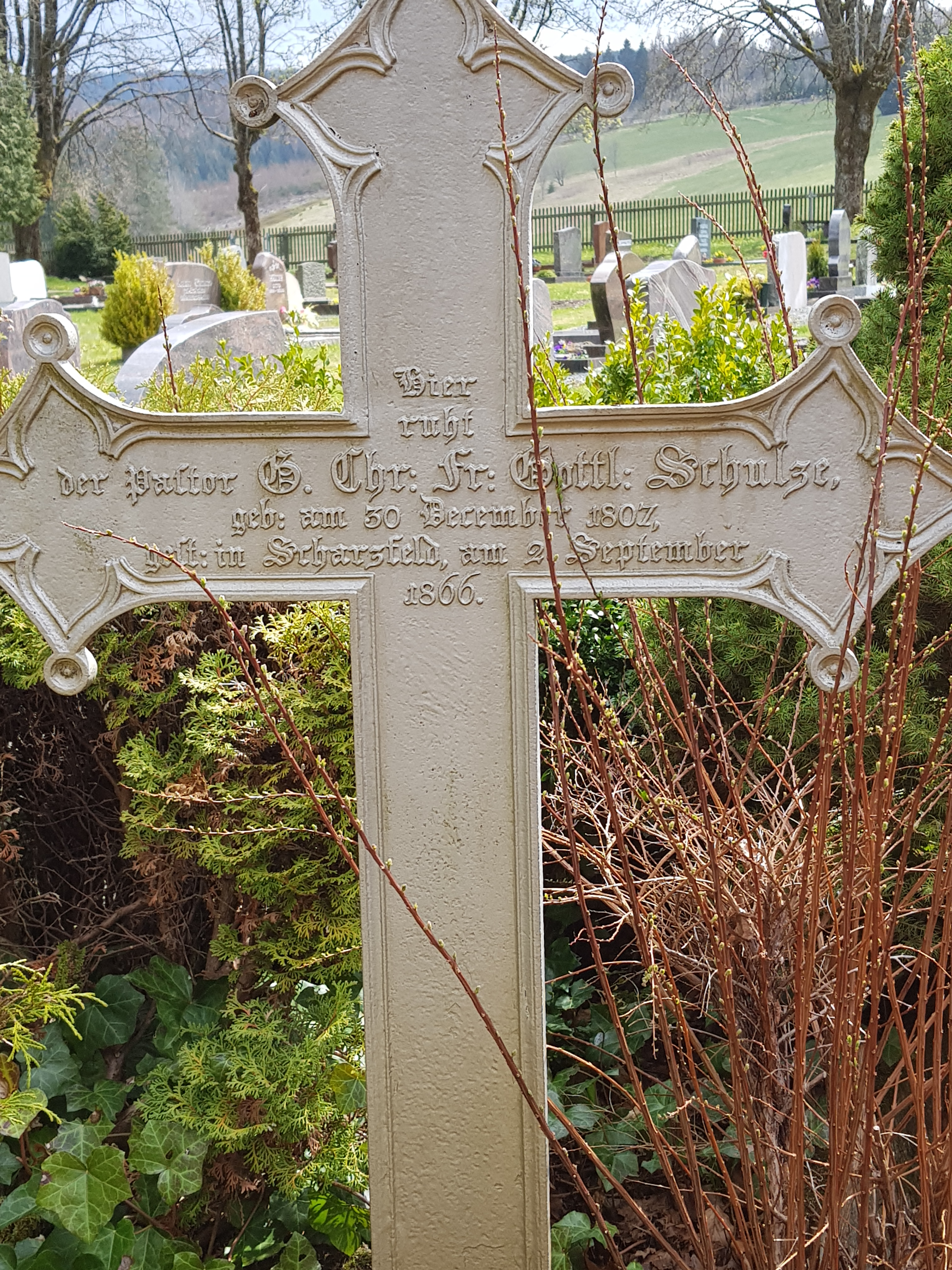
Grabkreuz Friedrich Schulze

## Weitere Werke
- Ewerharzische Zitter, harzische Gedichte mit Grammatik und Wörterbuch von S. Mitgetheilt von H. Pröhle,[1] in: Archiv für das Studium der neuen Sprachen und Literatur (kurz: „Archiv“),[8] hrsg. von Ludwig Herrig,
  - 1878, Band 60, S. 383–448[1]
  - 1879, Band 61, S. 1–52[1]
  - Separatabdrucke als veränderte und erweiterte Auflage von „Schulze’s Sohne, königlich preußischem Bergfactor zu St. Johann an der Saar“, 1885[1]

## Sonstiges
Im Nachlass der Brüder Grimm finden sich mehrere handschriftliche Briefe von Georg Schulze an Wilhelm Grimm.